# GSC3593-3491
GSC3593-3491 — хімічно пекулярна зоря спектрального класу A1, що має видиму зоряну величину в смузі V приблизно  9,7.

## Пекулярний хімічний склад
Зоряна атмосфера GSC3593-3491 має підвищений вміст 
Si
.